# Раково (Лерин)
Раково (грч. Κρατερό, Кратеро) је насеље у Грчкој у општини Лерин, периферија Западна Македонија. Према попису из 2021. било је 53 становника.
Македонски историчар Тодор Симовски, 1998. године наводи да је Раково словенско насеље.

## Становништво
| Година       | 1951 | 1961 | 1971 | 1981 | 1991 | 2001 | 2011 |
| ------------ | ---- | ---- | ---- | ---- | ---- | ---- | ---- |
| Становништво | 719  | 556  | 246  | 197  | 208  | 151  | 84   |